# Gare de Vladislavivka
La gare de Vladislavivka (en ukrainien : Станція Владиславівка ; russe : Владиславовка) est une gare ferroviaire de Crimée située sur le territoire de la ville de Vladislavivka, raïon de Kirovske.

## Situation ferroviaire
C'est un nœud ferroviaire qui relie la gare de Djankoïà la gare de Théodosie et celle de gare de Krym à Kertch.

## Histoire
La gare fut mise en service en 1896 et le bâtiment actuel est de 1954. La gare accueille les passagers et le fret.

### Accueil

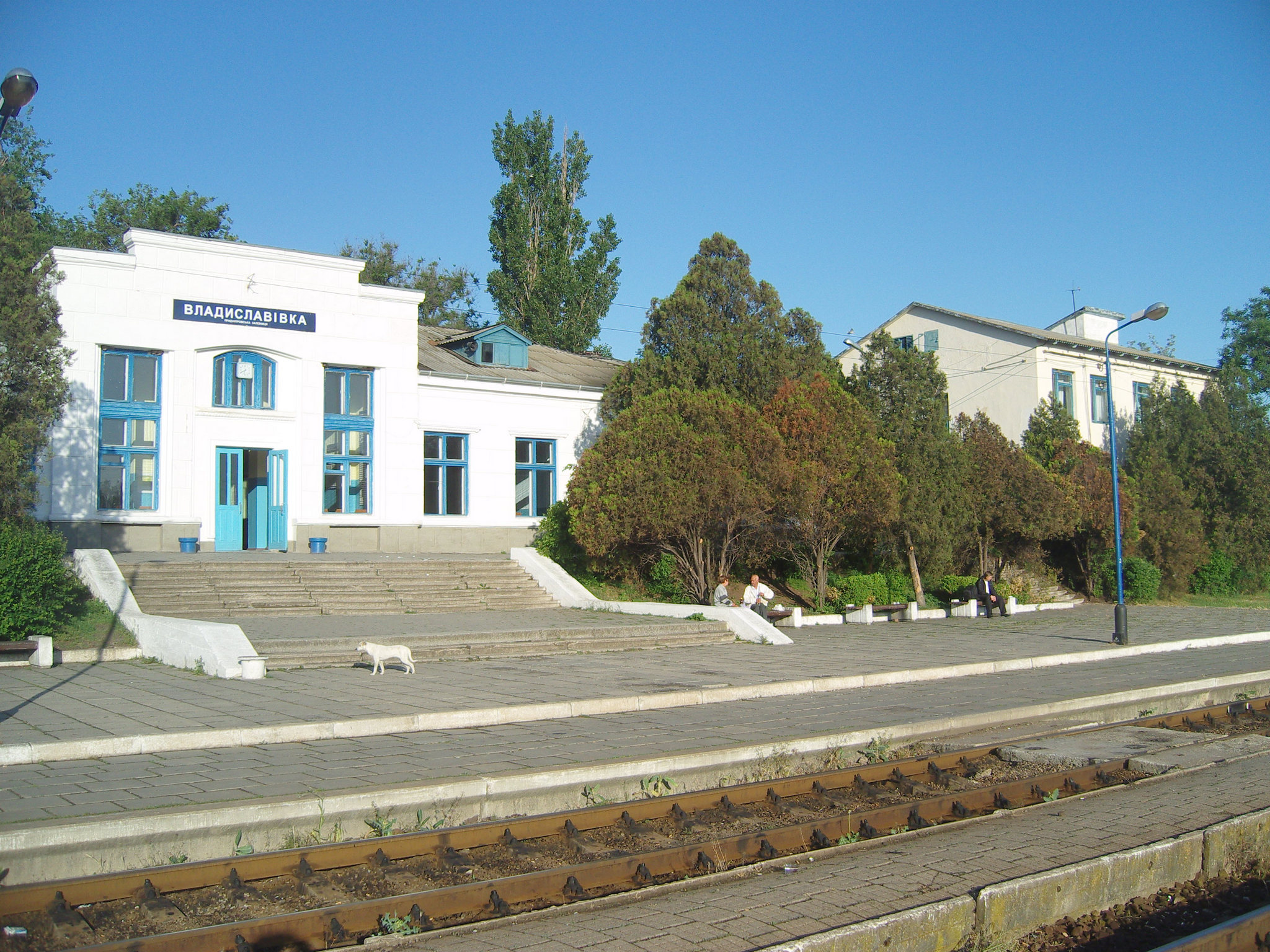
Le bâtiment vue depuis les voies.